# CHEK2

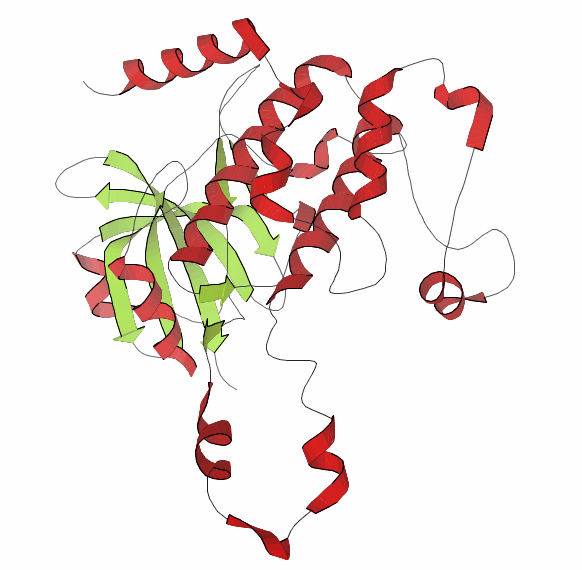
Model wstążkowy domeny kinazowej CHEK2.

CHEK2 – ludzki gen kodujący białko CHEK2, będące kinazą efektorową zaangażowaną w naprawę DNA. Locus genu to 22q12.1. CHEK2 jest antyonkogenem; jego produkt białkowy przez interakcję z, między innymi, białkiem P53, zatrzymuje cykl komórkowy.
Mutacje konstytucyjne i polimorfizmy w genie CHEK2 są związane ze zwiększonym ryzykiem niektórych nowotworów. W badaniach na polskiej populacji udowodniono, że:
- mutacje nonsense c.1100delC i c.IVS2 + 1G>A zwiększają ryzyko raka sutka około 2,2 razy, raka prostaty około 2,2 razy i raka brodawkowatego tarczycy około 4 razy;
- mutacje missense/ polimorfizmy p.I157T zwiększają ryzyko raka prostaty około 2 razy, raka piersi 1,5 razy, raka brodawkowego tarczycy 2 razy, raka nerki około 2 razy i raka jelita grubego około 2 razy[3][4][5].

Określone mutacje w CHEK2 mogą być związana z pewnymi postaciami zespołu Li i Fraumeni u chorych z TP53 dzikiego typu  (zespół Li i Fraumeni typu 2, LFS2).

## Funkcje białka CHEK2
Dowiedziono, że CHEK2 reguluje funkcje białka BRCA1 przez fosforylację reszty seryny w pozycji 988. Fosoforylacja tej reszty serynowej jest niezbędna do uwolnienia BRCA1 z kompleksu BRCA1-CHEK2.

## Mutacje w genieCHEK2
| Mutacja           | OMIM        | Typ mutacji | Fenotyp |
| ----------------- | ----------- | ----------- | --- |
| c.1100delC        | 604373.0001 |             | Zespół Li-Fraumeni typu 2; predyspozycja do raka sutka; predyspozycja do raka prostaty; predyspozycja do raka sutka i okrężnicy            |
| p.I157T           | 604373.0002 |             | Zespół Li-Fraumeni typu 2; predyspozycja do raka sutka; predyspozycja do wielu typów nowotworów złośliwych; predyspozycja do raka prostaty |
| p.Arg145Trp       | 604373.0003 |             | Zespół Li-Fraumeni typu 2 |
| c.1422delT        | 604373.0004 |             | Zespół Li-Fraumeni typu 2 |
| Delecja 5,4kpz    | 604373.0012 |             | Predyspozycja do raka prostaty |
| c.IVS2DS, G-A, +1 | 604373.0013 |             | Predyspozycja do wielu typów nowotworów |